# Torymus obscurus
Torymus obscurus är en stekelart som först beskrevs av Breland 1939.  Torymus obscurus ingår i släktet Torymus och familjen gallglanssteklar. Inga underarter finns listade i Catalogue of Life.